# آزمون وسع
آزمون وسع (به انگلیسی: Means test) بررسی رسمی وضع مالی یک فرد است به منظور تعیین نیاز آن به دریافت کمکهای دولتی. پیشینهٔ این آزمون به دوران رکود بزرگ بازمی‌گردد. زمانیکه شمار زیادی از کارگرها در دوره‌های دراز بیکار بودند و به موجب طرح بیمهٔ ملی از کمک بیکاری استفاده می‌کردند. میزان هر کمک پس از سال ۱۹۳۱ میلادی بیشتر به وجود منابع دیگر در اختیار سایر اعضای خانواده بستگی داشت و پرسشنامه‌های مربوط به این موضوع را آزمون وسع می‌گفتند.